# Hildegard Westphal
Hildegard Westphal (1968) é uma geóloga alemã.

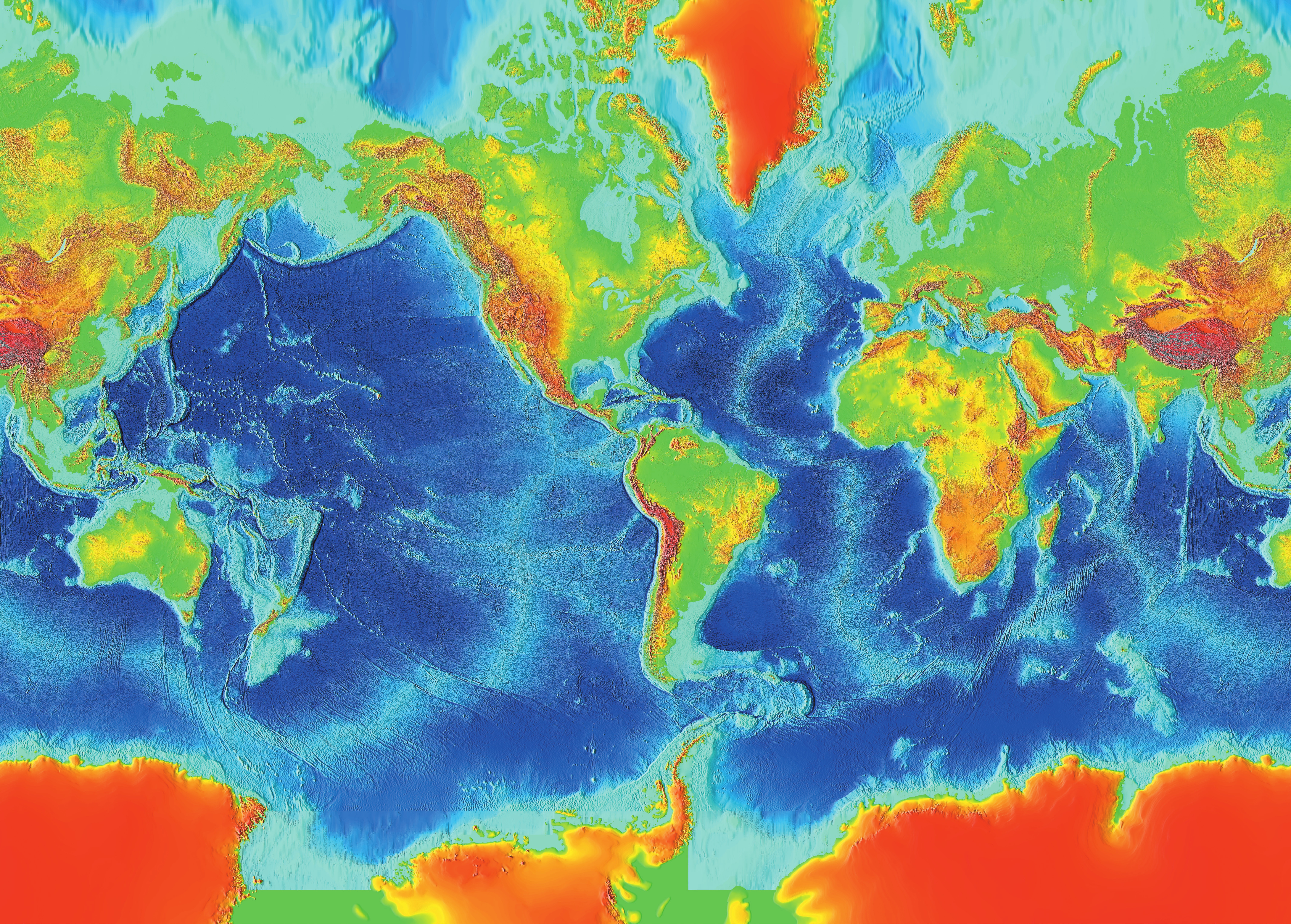
Topografia da terra continental e marítima. Hildegard Westphal investiga processos de carbonatação, fundamentais para a formação de bancos de coral.

É diretora do Centro Leibniz de Ecologia Marinha Tropical em Bremen. Em 2012 foi eleita vice-presidente da Leibniz-Gemeinschaft.

## Condecorações
- 2003: Hans-Cloos-Preis
- 2004: Albert Maucher-Preis für Geowissenschaften der DFG. [2]

## Publicações
- Mekkas der Moderne - die Pilgerstätten der Wissensgesellschaft. In: H. Schmundt, M. Vec, H. Westphal, Böhlau. A project of Die Junge Akademie, 2010.
- Westphal et al.: Carbonate depositional systems - assessing dimensions and controlling parameters. Springer, 2010.
- Kapitel Geologie in: E-M Engelen et al.: Heureka - Evidenzkriterien in den Wissenschaften. Spektrum-Verlag, 2010.
- Westphal et al.: Der Campus-Knigge. Von Abschreiben bis Zweitgutachten.  C.H.Beck-Verlag, A project of Junge Akademie, 2006/2008.